# Lipotriches trochanterica
Lipotriches trochanterica är en biart som först beskrevs av Heinrich Friese 1908.  Lipotriches trochanterica ingår i släktet Lipotriches och familjen vägbin. Inga underarter finns listade i Catalogue of Life.